# As-Sulaymaniya

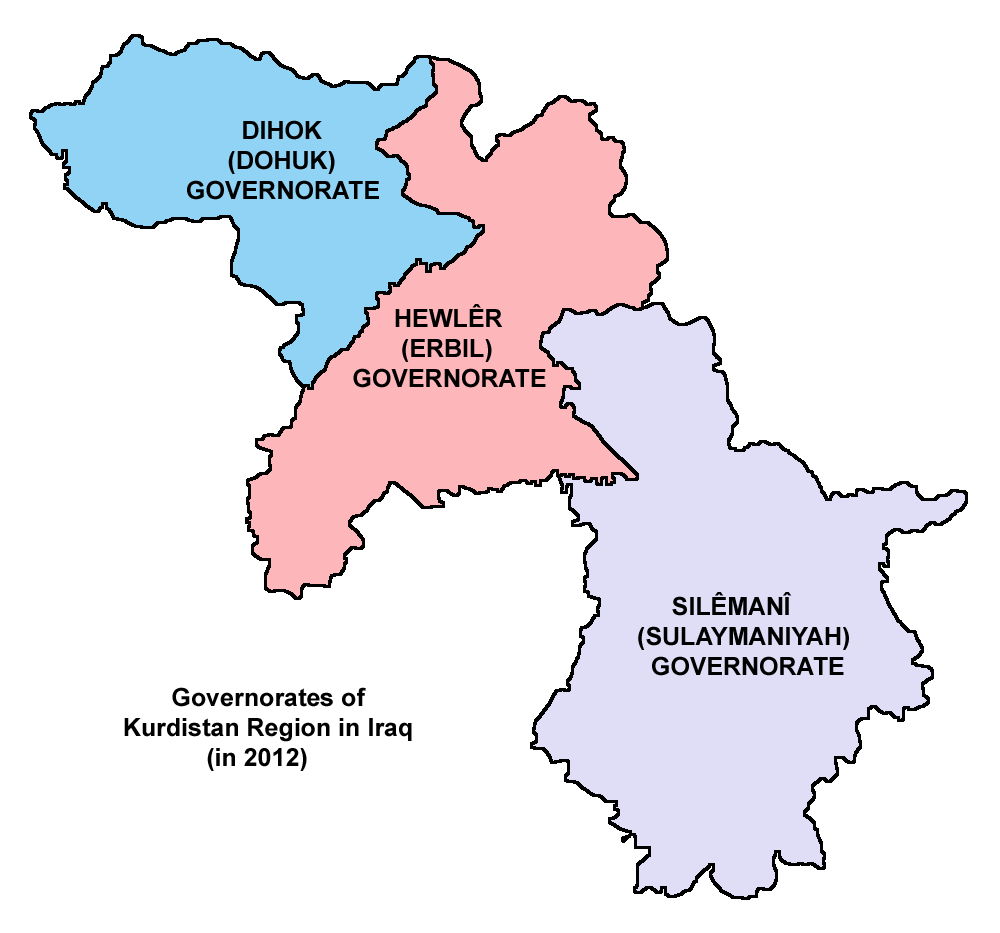

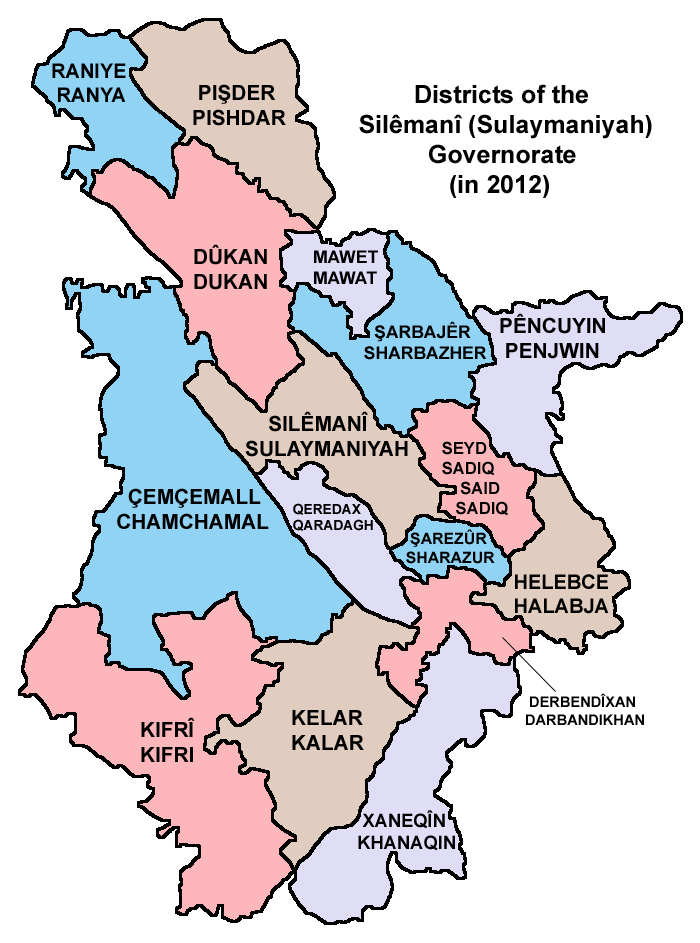

La province d'As-Sulaymâniya (en kurde : Silêmani, سلێمانی) est l'une des 19 provinces d'Irak, faisant partie de la Région autonome du Kurdistan.
Avant 1976 cette région faisait partie de la province de Kirkûk. En 2014, le district d'Halabja est détaché, formant une nouvelle province.

## Géographie
La population est majoritairement d'origine kurde, la province est rattachée à la région autonome du Kurdistan irakien. Outre les kurdes, elle comprend des minorités arabes, turkmène et araméennes. Plus de 99 % des habitants sont musulmans. Il y a un passage possible vers l'Iran.
La province passe pour être une des plus sûres, voire être la plus sûre d'Irak, elle compte très peu d'islamiste. Les autorités locales se flattent de ce résultat en disant que c'est dû à :
- des dirigeants expérimentés dans la lutte contre les islamistes et contre le parti Baath ;
- des services de renseignement efficaces et le soutien de la population ;
- une population ethniquement homogène, ce qui fait qu'un étranger ne passe pas inaperçu.

La province est  une destination touristique pour les irakiens au printemps et à l'automne. En été, le climat de montagne est supportable. La région est pittoresque et avant la guerre du Golfe on avait envisagé l'installation d'une station de ski.

## Districts
| District           |              | Capitale           |              |
| ------------------ | ------------ | ------------------ | ------------ |
| As-Sulaymaniya     | السليمانية   | Souleimaniye       | السليمانية   |
| Suddâmaya Halabkha | صدامية حلبجة | Suddamait Halabkha | صدامية حلبجة |
| Bichdar            | بشدر         | Bichdar            | بشدر         |
| Raniya             | رانية        | Ranya              | رانية        |
| Dukan              | دوكان        | Dukan              | دوكان        |
| Dar Bindi Khan     | دربندخان     | Dar Bindi Khan     | دربندخان     |
| Jamjamal           | جمجمال       | Jamjamal           | جمجمال       |
| Kalar              | كلار         | Kalar              | كلار         |

### Sources
- (en)/(de) Cet article est partiellement ou en totalité issu des articles intitulés en anglais « Sulaymaniyah Province » (voir la liste des auteurs) et en allemand « As-Sulaimaniyya (Gouvernement) » (voir la liste des auteurs).